# Tramonti di Sotto
Die Gemeinde Tramonti di Sotto  (furlanisch Tramònç Disòt ) liegt in Nordost-Italien in der Autonomen Region Friaul-Julisch Venetien. Sie liegt nördlich von Pordenone und hat 335 Einwohner (Stand 31. Dezember 2023). Die Gemeinde liegt 366 Meter über dem Meer und umfasst ein Gemeindegebiet von 85 km².

## Geografie
Das Gebiet der Gemeinde ist alpin und von Bergen umgeben. Der Ort liegt unterhalb des Partnerortes Tramonti di Sopra im Val Tramontina, das mit einem Pass, den Passo di Monte Rest mit einer Seehöhe von 1060 Metern, mit Tolmezzo im Tagliamentotal verbunden ist. Ortsteile sind Tramonti di Mezzo, Campone, Beloz, Cleva, Faidona, Muinta, Sclaf, Sghittosa, Sialin, Tamarat, Tridis, Valent, Zanon, Palcoda und San Vincenzo. Die Gemeinde ist Mitglied der Comunità Montana del Friuli occidentale und gehört zur  Area Geografica: Bacino Idrografico del Fiume Tagliamento und zur Area Geografica: Bacino Idrografico del Fiume Livenza.
Tramonti di Sotto liegt in der Nähe des Lago di Tramonti, eines etwa 12 km langen Sees. 
Die Nachbargemeinden sind Castelnovo del Friuli, Clauzetto, Frisanco, Meduno, Preone, Socchieve, Tramonti di Sopra, Travesio, Verzegnis und Vito d’Asio. 